# Marroc
El Marroc (àrab: المغرب, al-Maḡrib, amazic: ⴰⵎⵓⵔ ⴰⴽⵓⵛ, Amurakuc), oficialment el Regne del Marroc, és un estat del nord d'Àfrica. Limita amb l'oceà Atlàntic a l'oest, amb l'estret de Gibraltar, la mar Mediterrània i les ciutats autònomes espanyoles de Ceuta i Melilla al nord, amb Algèria a l'est i amb el Sàhara Occidental i Mauritània al sud. El Marroc fou l'únic estat africà que no pertanyia a la Unió Africana fins al 30 de gener de 2017, data en què s'hi incorporà. Així mateix, és membre de la Lliga Àrab, de la Unió del Magrib Àrab, de la Francofonia, de l'Organització de la Conferència Islàmica, del Diàleg Mediterrani, i del Grup dels 77.

## Toponímia
El nom complet àrab del Marroc és al-Màmlaka al-Maghribiyya que es pot traduir com ‘el Regne occidental'. Al-Màghrib significa ‘l'oest’. Els historiadors medievals àrabs i els geògrafs històrics feien ús del terme al-Màghrib al Aqsa, ‘l'Oest Llunyà’ per diferenciar-lo de les regions històriques veïnes d'al-Màghrib al-Àwsat, ‘l'Oest Mitjà’, que es correspondria aproximadament amb l'actual Algèria i al-Màghrib al-Adna, ‘l'Oest Proper’, que es correspondria amb l'actual Tunísia i la meitat occidental de Líbia.
El nom català del Marroc, que prové de la forma llatina Morroch, feia referència al nom de l'antiga capital almoràvit i almohade de Marràqueix.

## Geografia física

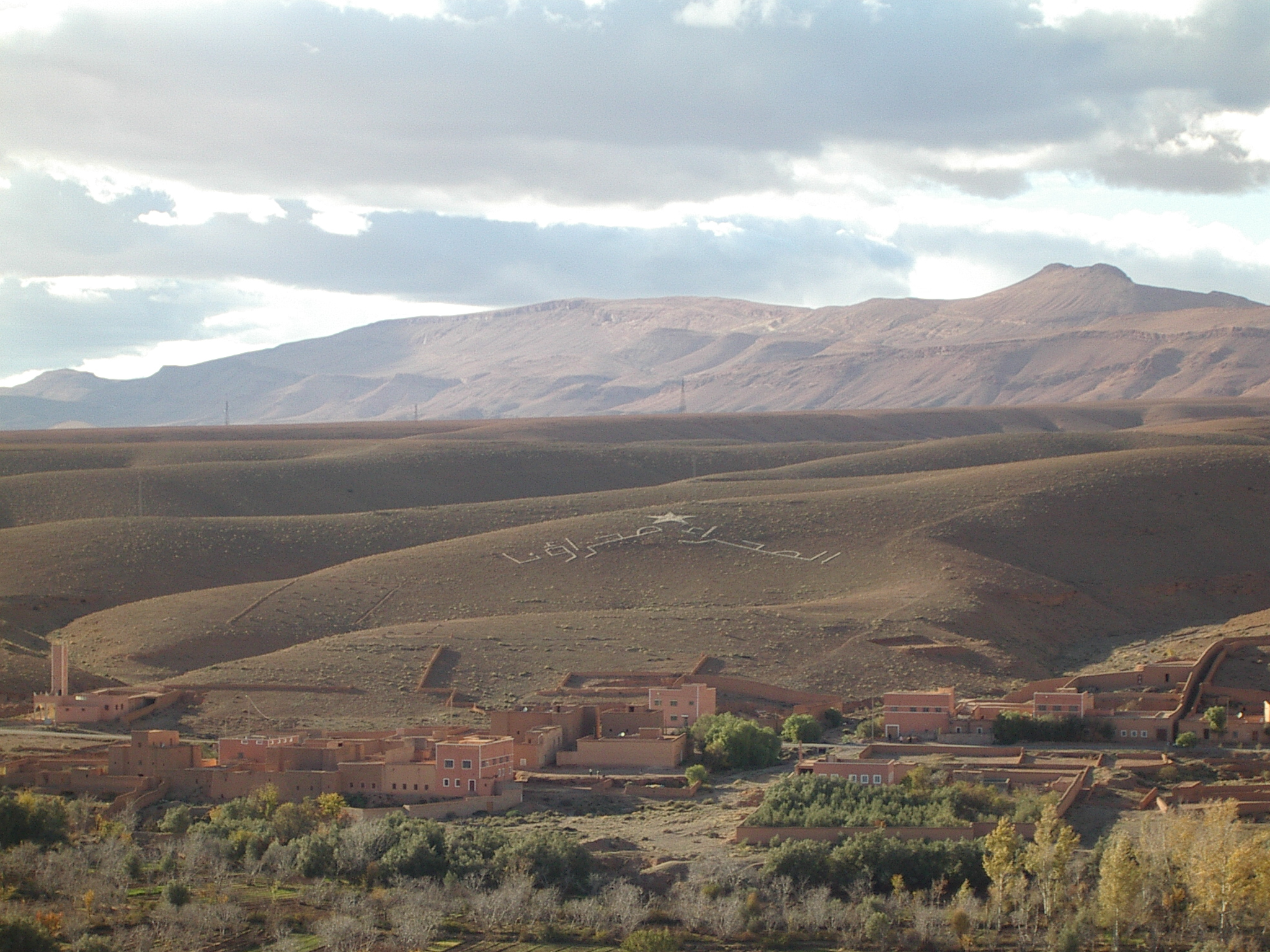
Terra marroquina

El Marroc és un estat del nord-oest d'Àfrica. La seva llarga costa que dona a l'oceà Atlàntic es perllonga més enllà de l'estret de Gibraltar sobre el Mediterrani.
Al sud del Marroc es troba el territori discutit del Sàhara occidental, reivindicat i sota control en gran part del Marroc, malgrat el no-reconeixement d'aquesta sobirania per la comunitat internacional. A l'est i al sud-est, el Marroc limita amb Algèria. A certa distància de la costa atlàntica es troben les Illes Canàries i Madeira. Al nord de l'estret de Gibraltar es troba l'estat espanyol.
Aproximadament una tercera part del territori marroquí és recobert de muntanyes que atenyen altituds prou importants. El Marroc conté quatre serralades i és l'únic estat del Magrib que té una immensa serralada com l'Atles.
Al nord de l'estat, les muntanyes del Rif voregen el Mediterrani. El cim més alt del Rif assoleix 2.456 m i té per nom Djebel Tidighine. El Rif proposa superfícies variades segons les altituds de les seves regions. De fet, a l'oest, s'hi troba sobretot una vegetació espinosa (avets, pins, cedres, etc.). Més lluny de les ribes mediterrànies i més endins de l'estat, sobresurten les tres altres immenses serralades: l'Atles Mitjà, l'Alt Atles i l'Antiatles, on trobem també una diversitat de paisatges.

## Política

### Configuració constitucional

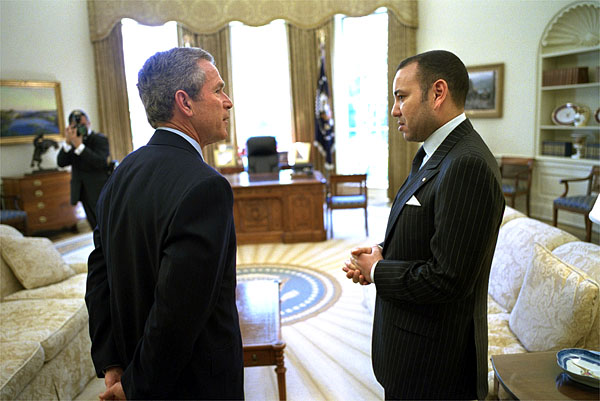
El rei Mohammed VI i el president nord-americà George W. Bush

Segons la constitució del Marroc, l'estat està organitzat com a monarquia constitucional parlamentària, en què el rei del Marroc, actualment Mohammed VI, és el cap d'estat i en què el primer ministre del Marroc és el cap de govern en un sistema multipartidista. El poder executiu és ocupat pel govern del Marroc, presidit pel primer ministre. El poder legislatiu és ocupat pel govern i per les dues cambres del parlament del Marroc: l'Assemblea de Representants i l'Assemblea de Consellers. L'Assemblea de Representants està integrada per 325 membres, dels quals 295 s'elegeixen per sufragi universal directe en determinades circumscripcions; els altres 30 s'elegeixen de llistes de partit nacionals i només estan integrades per dones. L'Assemblea de Consellers està integrada per 270 consellers elegits per sufragi indirecte mitjançant el Col·legi d'Electors provinents de les col·lectivitats locals i de les Cambres Professionals de regions, i del Col·legi d'Assalariats nacional, amb una proporció de 162 escons per a les col·lectivitats locals, 33 escons per a les Cambres d'agricultura, 24 escons per a les Cambres de comerç, indústria i de serveis, 21 escons per a les Cambres d'artesania, 3 escons per a les Cambres de Pesca Marítima i 27 escons per als representants dels assalariats. Els membres de la Cambra de Consellers són escollits per un mandat de 9 anys. La Cambra de Consellers es renova per terços cada tres anys. La renovació d'escons del primer i segon terç es realitza per sorteig. El poder judicial és ocupat per una judicatura independent. L'actual president n'és Mustafa Oukacha (Agrupament Nacional dels Independents).

### Partits polítics
Alguns partits polítics del Marroc són: 
- L'Esquerra Socialista Unificada, La Gauche Socialiste Unifiée (GSU)
- El Moviment Popular, Le Mouvement Populaire
- Concentració Nacional dels Independents, Rassemblement National des Indépendants (RNI)
- Partit de la Justícia i del Desenvolupament, Parti de la Justice et du Développement (PJD)
- Partit d'Independència, Parti d'Indépendance, Istiqlal
- Aliança de les Llibertats, Alliance des Libertés (ADL)
- Unió Socialista de Forces Populars, Union Socialiste des Forces Populaires (USFP)

### Subdivisió administrativa

Regions del Marroc

El Marroc es divideix en 16 regions que, al seu torn i en total, se subdivideixen en 62 prefectures i províncies.
Les regions, creades com a part d'una llei de descentralització-regionalització de 1997, són:
| - Chaouia-Ouardigha (1) - Doukkala-Abda (2) - Fès-Boulemane (3) - Gharb-Chrarda-Béni Hssen (4) - Gran Casablanca (5) - Guelmim-Es Semara (6) - Laâyoune-Boujdour-Sakia El Hamra* (7) - Marràqueix-Tensift-El-Haouz (8) |  | - Meknès-Tafilalet (9) - Regió Oriental (10) - Oued Ed-Dahab-Lagouira* (11) - Rabat-Salé-Zemmour-Zaer (12) - Souss-Massa-Draâ (13) - Tadla-Azilal (14) - Tànger-Tetuan (15) - Taza-Al Hoceima-Taounate (16) |  |

* Aquestes regions pertanyen al territori del Sàhara occidental.

### El Sàhara occidental
El govern del Marroc ha suggerit que una entitat autònoma, sota la Conselleria Reial pels Afers Saharians, hauria de governar el territori. El projecte fou presentat al Consell de Seguretat de les Nacions Unides l'abril del 2007. Sense assolir cap acord, l'ONU demanà a les parts que comencessin negociacions directes i incondicionals per acordar una solució mútuament acceptable. El Front Polisario, que lluità en contra del domini colonial espanyol i per la independència del Marroc, rebutja el pla d'autonomia dins el Marroc, i advoca per la conformació d'una república independent amb el nom de República Àrab Democràtica Sahrauí.

## Economia

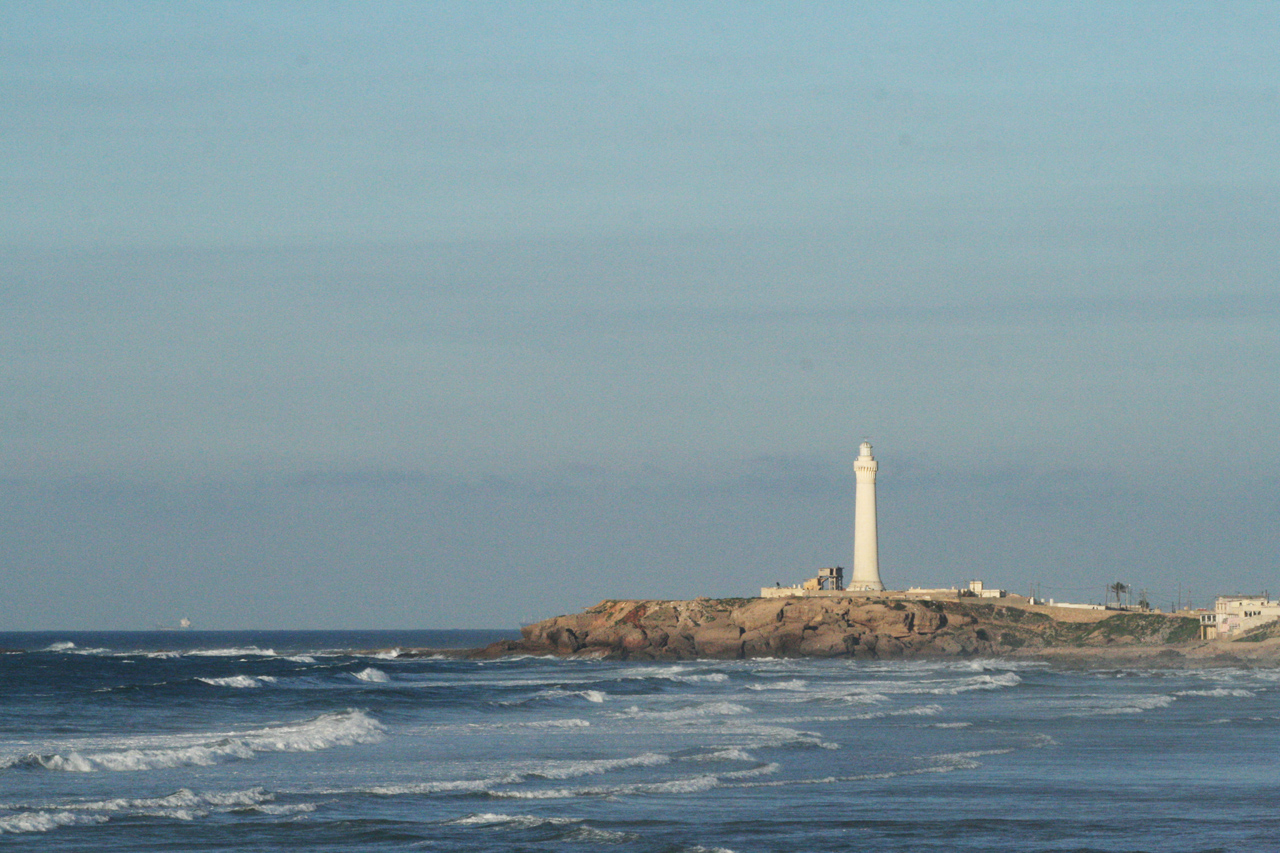
Far de Casablanca

D'acord amb el Banc de Desenvolupament Africà, el producte interior brut (PIB) del Marroc representa el 7% del PIB del continent africà. El Marroc és la cinquena economia més gran de l'Àfrica; el 2006 el seu PIB era de 125.300 milions de dòlars nord-americans en paritat de poder adquisitiu. L'agricultura encara és la font de treball del 40% de la població marroquina i contribueix al 14,5% del PIB. La indústria contribueix amb el 37,9% del PIB; la indústria més gran és la mineria de fosfats sahrauís. La segona font d'ingressos més gran són les remeses dels marroquins a l'estranger; la tercera és el turisme. S'estima que 7,5 milions de turistes visitaren el Marroc el 2007. El Marroc ha signat un tractat de lliure comerç amb la Unió Europea que entrà en vigor el 2010, i un tractat d'obertura comercial per als productes industrials amb els Estats Units d'Amèrica, que entrà en vigor el 2006.

## Geografia humana i societat

### Demografia
Amb 34 milions d'habitants, el Marroc és l'onzé estat més poblat d'Àfrica. El creixement poblacional ha estat molt ràpid durant la segona meitat del segle xx; de 10 milions d'habitants el 1954 als actuals 34 el 2006. Amb una reducció de la taxa de natalitat i de les condicions de vida, la piràmide de població ha canviat: el 1985, els menors de 15 anys representaven el 46% de la població total, el 2006 només el 30,5%. La major part de la població viu a l'oest de la serralada de l'Atles, que separa el país del desert del Sàhara. Casablanca n'és el centre comercial i industrial i el port més important; té una població superior als 3 milions d'habitants. Rabat és la seu de govern, i té una població superior al milió d'habitants.

### Etnografia

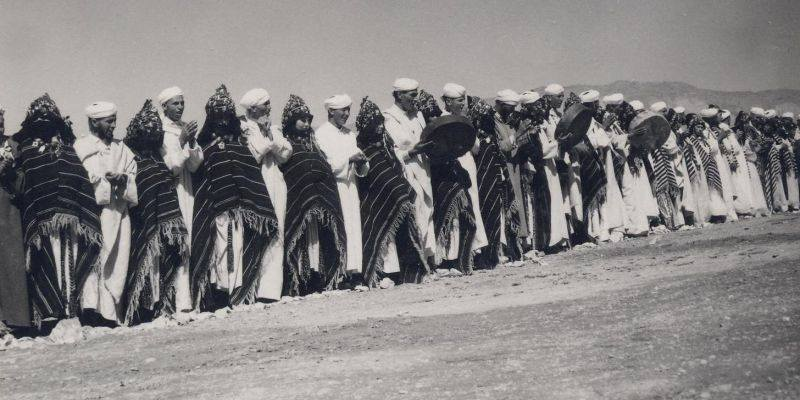
Ahidus el 2002.

La població marroquina està formada per àrabs i amazics, tot i que el comerç i l'esclavatge portaren molts africans subsaharians al Marroc, els descendents dels quals viuen als oasis del sud i a les ciutats més grans. Tanmateix, un estudi genètic ha suggerit que no hi ha cap diferència entre els àrabs marroquins i els amazics, i que, per tant, l'arabització del Marroc fou més un procés cultural que no pas un de reemplaçament ètnic. Entre 1956, quan es va declarar la independència, i 1960 el Marroc va viure una emigració massiva d'estrangers.

### Llengües
Segons l'article 5 de la Constitució marroquina de 2011, la llengua oficial del Marroc és l'àrab estàndard, mentre l'amazic n'és llengua nacional. El dialecte àrab del país es coneix com a àrab marroquí. Prop de 12 milions, el 40% de la població total, la majoria dels quals viuen en àrees rurals, parlen amazic, present al Marroc en tres dialectes diferents: el tarifit, el taixelhit i el tamazight. El francès, que és la segona llengua oficial de facto, s'ensenya universalment i és la llengua principal per al comerç i l'economia; hom en fa ús en l'educació i el govern. S'estima que 20.000 marroquins al nord parlen el castellà com a segona llengua.
Segons Ethnologue, al Marroc es parlarien onze llengües i dialectes:
- Dialectes àrabs:
  - Àrab estàndard: llengua oficial (Constitució, article 5, 2011)
  - Àrab marroquí: 19.800.000 parlants (2014), arreu; 5.000.000 com a segona llengua
  - Àrab hassania: 195.000 parlants, principalment al sud del Marroc (i. e. al Sàhara occidental) (cens de 2004)
  - Judeoàrab marroquí: 8.930 parlants (2000), sobretot a la regió de Gran Casablanca.
- Dialectes amazics:
  - Amazic estàndard marroquí: llengua nacional (Constitució, article 5, 2011)
  - Taixelhit: 3.890.000 parlants, principalment a la part meridional del Marroc (sense comptar el Sàhara occidental) (2004)
  - Tamazight de l'Atles central: 2.340.000 parlants arreu, principalment al centreest del Marroc (2004)
  - Tarifit: 1.270.000 parlants a les regions de Taza-Al Hoceima-Taounate i oriental, amb diversos dialectes arreu del Rif.
  - Ghomara: 10.000 parlants, a la regió de Tànger-Tetuan, a la província de Xauen i a la costa de les muntanyes del Rif (2008)
  - Senhaja: 50.000 parlants, a la regió de Taza-Al Hoceima-Taounate, a l'oest del Rif, a la regió de Ketama (2013)
  - Taznatit: nombre de parlants desconegut, a la regió oriental, a Figuig, Ich i Ain Chair
- Llengua de signes marroquina: 63.400 signants, sobre una població sorda de 155.000 (2008) o 165.000 (2014)
- Llengües indoeuropees:
  - Francès: 80.000 parlants, arreu; 10.300.000 com a segona llengua (2013)
  - Castellà: 6.590 parlants, principalment a la costa septentrional (2012); 3.410.000 com a segona llengua (2012)

### Religió
L'islam és la religió majoritària. S'estima que el 99% de la població es considera musulmana, majoritàriament sunnita, mentre només l'1% professa altres religions com el cristianisme, el judaisme o el bahaisme.

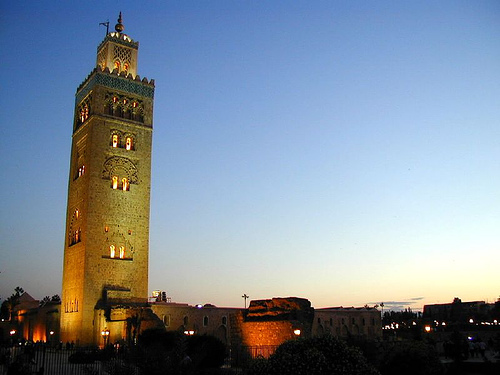
La mesquita Kutubiyya, a Marràqueix

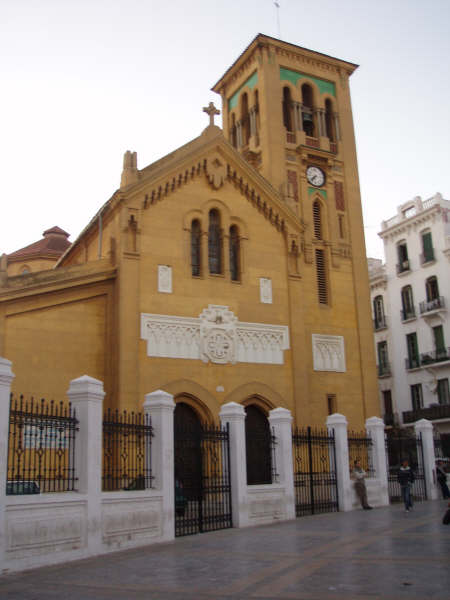
Església de Nostra Senyora de la Victòria, a Tetuan

Com que la casa reial marroquina, la dinastia alauita, que governa l'estat des del segle xvii, basa part de la legitimitat del seu govern en el fet de ser descendents del profeta Muhammad, la població marroquina té una reverència especial per la família reial.
Històricament el sufisme ha tingut un gran paper en la religiositat marroquina. Són nombroses les confraries o tariqes que han estat fundades o s'han estès per territori marroquí, moltes d'elles encara molt actives. De totes, hom en pot destacar la confraria dels Issawa, la tariqa hansaliyya, la tariqa hazmiriyya, la tariqa badawiyya, la tariqa nassiriyya, la tariqa xadhiliyya-jazuliyya, la dels Xarkawa, la dels Darkawa, la tariqa tijaniyya o la tariqa Qadiriyya.
Malgrat que el cristianisme sigui actualment testimonial, històricament el territori que actualment forma el Marroc fou un estat cristià, que ha donat alguns sants a l'Església catòlica, com sant Marcel de Tànger (mort el 298). Al segle vi, el bisbe Sunna hi propagà l'arrianisme.
A més de l'Església catòlica, l'Església d'Anglaterra també manté, com a mínim, un temple al Marroc, l'església de Sant Andreu, fundada el 1880.
Tot i que històricament nombrosa i important, actualment la comunitat jueva marroquina és residual. El 2010 s'estimaven en 6.000 els jueus marroquins. La comunitat conserva, tanmateix, unes quantes sinagogues, algunes amb valor històric i artístic com la sinagoga Salat Alzama, a Marràqueix, la sinagoga Ibn Danan, a Fes, o la sinagoga Beth-El a Casablanca. De la importància passada de la comunitat jueva marroquina en dona testimoni l'existència de tradicions singulars del judaisme marroquí, com la festa de la Mimuna, que comença la nit de l'últim dia de Péssah.

### LGTB
- Kifkif.

## Història

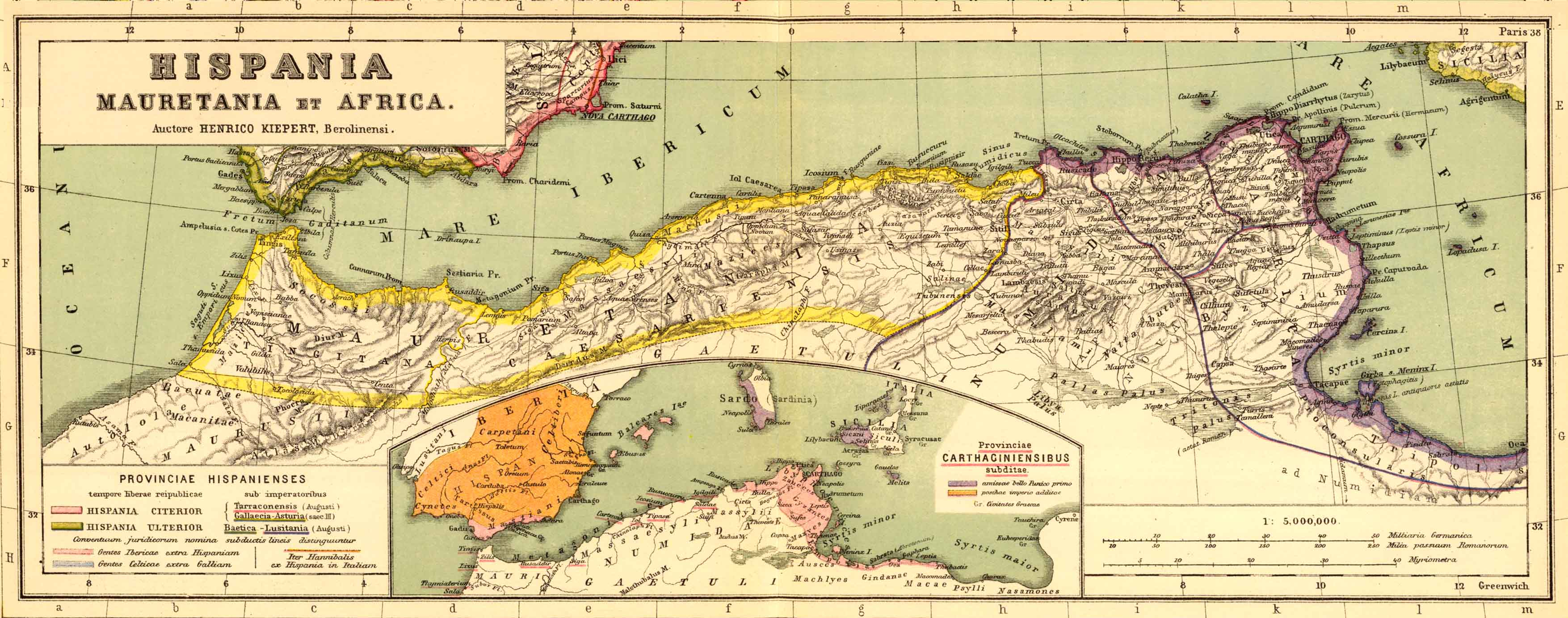
Mapa de les províncies romanes de Mauritània Tingitana, Mauritània Cesariense i Numídia

L'actual territori del Marroc ha estat poblat des de temps del Neolític, almenys des de l'any 8000 aC, testificat per trets de la cultura capsiana, en un temps en què el Magrib era menys àrid del que ho és actualment. Rebé la penetració comercial fenícia. Formà part de la Mauritània Tingitana de l'Imperi Romà. Fou devastat pels vàndals al segle v. Amb l'expedició de principis del segle viii del general àrab Musà ibn Nusayr, conqueridor de la península Ibèrica, es consolidà la islamització dels amazics del territori, a partir de la qual l'actual Marroc passà a formar part, políticament i cultural, del món musulmà. A causa de l'heretgia kharigita, se separà, sota la dinastia idríssida (789-974), del califat de Damasc. Al Magrib, on tingué un ampli suport per part de la població autòctona amaziga, s'arribaren a fundar diversos principats d'inspiració kharigita.

### Dinasties

Imperi dels almoràvits

A la segona meitat del segle xi, el país assolí el seu major poder quan una sèrie de dinasties amazigues reemplaçaren els idríssides àrabs. Primer els almoràvits (974-1147), després els almohades (1147-1248), i els benimerins (1248-1465), sorgits de les grans confederacions amazigues sanhaja, masmuda i zenata, respectivament. Governaren gran part del Magrib així com grans territoris de la península Ibèrica o Àndalus. Petits estats de la regió, com el dels Barghawata i el dels Banu Issam, foren conquerits. L'imperi s'ensorrà a causa d'un llarg període de guerres civils.

### Pressió colonial

Conquestes dels sadites

Amb la dinastia wattàssida (1465-1555) tingué lloc la penetració portuguesa a l'oceà Atlàntic i l'espanyola a la Mediterrània: comportà la consegüent reacció antieuropea, encapçalada per la dinastia xerifiana sadita (1555-1659), amenaçada, d'altra banda, per l'expansió turca des d'Algèria. Els sadites tenen la pesada tasca de reunificar el Marroc i de combatre el poderós exèrcit portuguès, gran potència en aquell temps. El 1578 a Ksar el-Kébir, en la batalla dels Tres Reis, l'exèrcit portuguès és completament aniquilat per l'exèrcit sadita. Després d'aquesta batalla, la dinastia es concentra al nord-est del Marroc per tal de protegir el regne contra les vel·leïtats de l'Imperi Otomà. Malgrat la seva oposició, els sadites organitzen el seu makhzen i el seu exèrcit segons el model otomà. La dinastia desapareix el 1659 amb la mort del sultà Ahmed II.
Amb l'entronització dels xerifs del Tafilelt, la dinastia alauita (1613-actualment), foren posades les bases del regne actual, malgrat que des de la fi del segle xviii el govern efectiu del país fou dictat pels interessos europeus, sobretot amb tractats comercials amb la Gran Bretanya i França. Un dels més il·lustres alauites fou el soldà Mulay Ismail, segon sobirà de la dinastia. El seu regnat se situa entre 1672 i 1727; imposà l'autoritat del makhzen sobre el conjunt de l'Imperi xerifenc, gràcies al seu exèrcit compost de milícies d'esclaus-soldats negres (els Abid al Bokhari) i de les tribus militars guich (Oudayas, Cherrardas, Cherragas). Ismail controlava el país des de Meknès, nova capital imperial en substitució de Fes i de Marràqueix. Sota el regnat d'Ismail, Meknès es dota d'una veritable ciutat prohibida a la marroquina, amb els seus conjunts de palaus, fonts, mesquites, jardins i de fortaleses. Ismail afrontà una guerra contínua contra les tribus de l'Atles (que acaba sotmetent), però també contra els enemics exteriors: els espanyols, anglesos i otomans. El sultà estén la seva autoritat sobre Mauritània i els oasis del Touat.
De 1727 a 1757 el Marroc coneix una greu crisi dinàstica en el transcurs de la qual els Abid al Bokhari fan i desfan els soldans, mentre que les tribus guich ataquen i saquegen les ciutats imperials.
El 1904, un acord decidit entre els socis de la Triple Entesa deixa a França el Marroc com a zona d'influència, el Regne Unit es concentra a Egipte, i el nord del Marroc és concedit a Espanya. Amb la conferència d'Algesires del 1906, França i Espanya controlaren el territori i el 1912 se'l repartiren amb la instauració del protectorat francès (tractat de Fes) i l'establiment de l'espanyol al Rif, Ifni i Tarfaya. El 1925, Primo de Rivera desembarca a Alhucemas i sufoca la insurrecció d'Abd el-Krim: substitueix el protectorat per l'administració directa.

### Retorn de la monarquia
Després de la Segona Guerra Mundial, els partits nacionalistes exigiren la independència i els desordres s'estengueren a tot el país. El 1955 és reinstaurat Muhàmmad V del Marroc: assolí la independència i l'abolició de l'estatut internacional de Tànger. L'any següent fou admès a l'ONU i el 1957 es proclamà la monarquia constitucional i la futura successió del seu fill Hassan, que es feu efectiva el 1961. El 1958 el Marroc entrà a la Lliga Àrab, i reivindicà els territoris del Sàhara que, juntament amb Ifni i les places de Ceuta i Melilla, encara pertanyien a l'estat espanyol, a Mauritània i una part a Algèria. El partit nacionalista Istiqlal havia sostingut el govern de Hassan II, però aviat aquest i l'UNFP, escissió liderada per Ben Barka, passaren a l'oposició. L'assassinat d'aquest darrer afectà seriosament les relacions marroquines amb França.

### Conflicte al Sàhara
El 1963 les tropes nord-americanes i franceses surten de l'estat. El Marroc participa en les guerres araboisraelianes del 1967, amb repercussions antijueves a l'interior, i del 1973. A la conferència d'Agadir del 1974, el Marroc, Mauritània i Algèria discutiren llurs problemes fronterers, sobretot pel que feia a la imminent descolonització del Sàhara occidental, ric en fosfats. El 1975, per tal d'exercir pressió i afavorir-ne l'annexió, Hassan II hi organitzà una Marxa verda de més de 300.000 marroquins colons i 25.000 soldats. Aquell mateix any, mitjançant l'acord de Madrid, l'estat rebé l'administració del centre i el nord del Sàhara occidental, i Mauritània la del sud.
El 26 de febrer de 1976, Espanya finalitzà la seva presència colonial al Sàhara. L'endemà es proclamà la República Àrab Sahrauí Democràtica (RASD), encarregada de l'organització dels campaments de refugiats, la lluita al terreny, impedir que l'enemic avancés, treballar en el reconeixement internacional del Front Polisario, de la RASD, i dels drets del poble sahrauí. A l'abril començaren els enfrontaments entre el Marroc i el Front Polisario. Els sahrauís fugiren dels bombardejos en direcció al desert d'Algèria. El 1979 Mauritània renuncià a les seves reivindicacions sobre el territori i signà un acord de pau amb el Front Polisari.
A l'interior, el 1977 Hassan II creà un govern d'unitat nacional després de fer dimitir el gabinet sorgit de les eleccions d'aquell any. Els avalots recurrents per la forta recessió econòmica, foren fortament reprimits fins al 1991, produint-se matances en Casablanca i Nador mentre es mantenien les reclamacions sobre Ceuta, Melilla i del Sàhara occidental. En les eleccions del 1984 la Union Constitutionnelle obtingué la majoria simple i formà un govern de coalició amb els principals partits polítics, a excepció de l'Istiqlal i la Union Socialiste des Forces Populaires (USFP). Aquest govern inicià una campanya contra el fonamentalisme islàmic i contra organitzacions de l'oposició.
Teòricament, el 1991 fou signada la pau entre el Marroc i el Front Polisario: acordaren ambdues parts de celebrar un referèndum d'autodeterminació supervisat per l'ONU i l'antiga Organització per a la Unitat Africana (OUA), ajornat posteriorment per les dificultats en l'establiment del cens.
Els darrers temps, Marroc ha mantingut una posició clarament prooccidental, especialment el 1986, quan establí relacions amb Israel, la qual cosa li provocà un cert aïllament en el món àrab. El 1988 restablí relacions amb Algèria, i el 1989 pactà amb Espanya temes de defensa i d'unió marítima a l'estret de Gibraltar.
El maig del 1990, Hassan II creà un Consell Consultiu sobre Drets Humans integrat per persones de diferent color polític per apaivagar les denúncies per les detencions d'estudiants a les facultats de Fes, Casablanca i Marràqueix. Tot i així, es mantingué la prohibició sobre determinades organitzacions polítiques i religioses, així com la censura.
Malgrat que el monopoli seguia sent un factor important pel poder de la monarquia, el 1992 s'inicien algunes privatitzacions d'empreses: resultà afectat l'índex de creixement i augmentada la inflació. Aquell mateix any foren alliberats alguns presos polítics (com Abraham Sefarty) i es tancà la presó secreta de Tazmamart, però el frau electoral del 1993 consolidà la marginació de l'oposició.
Al novembre del 1995, la UE signà un acord de lliure comerç amb el Marroc gràcies al qual l'economia marroquina mantenia una tendència positiva dins la precarietat. El 23 de juliol de 1999 moria el rei Hassan II, després de 32 anys de monarquia, deixant el tron al seu fill Mohàmmed VI. Els primers anys del nou regnat destacaren per l'inici del reconeixement de la cultura i la llengua amazigues amb la creació, el 2001, de l'Institut Reial de la Cultura Amaziga i, al setembre del 2003, el començament de les primeres classes en aquesta llengua en algunes escoles.